# Matwij Czerkaski
Matwij Łeontijowycz Czerkaski, ukr. Матвій Леонтійович Черкаський, ros. Матвей Леонтьевич Черкасский, Matwiej Leontjewicz Czierkasski (ur. 19 grudnia 1923 w Odessie, zm. 2 lipca 2021 w Nowym Jorku) – ukraiński piłkarz pochodzenia żydowskiego, grający na pozycji napastnika, trener piłkarski. W 1992 wyemigrował do USA.

## Kariera piłkarska

### Kariera klubowa
Uczestniczył w II wojnie światowej. Ciężko ranny w nogę omal jej nie stracił, ale udało mu się przekonać wojskowych chirurgów do odstąpienia od zabiegu amputacji. Po wojnie przeszedł 10 operacji, po których odzyskał pełną władzę w ranionej nodze. W 1947 rozpoczął karierę piłkarską w drużynie Charczowyka Odessa. W swoim pierwszym sezonie zdobył 14 bramek. Potem bronił barw innych odeskich klubów Spartak, OBO, Metałurh, ponownie Charczowyk i SKWO. Łącznie rozegrał ponad 150 oficjalnych meczów i zdobył 30 bramek. W 1958 zakończył karierę piłkarską w Awanhardzie Żółte Wody.

## Kariera trenerska
Po zakończeniu kariery piłkarza rozpoczął pracę szkoleniowca. Od września 1958 do grudnia 1961 trenował Awanhard Żółte Wody. W 1962 prowadził SKA Odessa. Potem pomagał trenować Dnipro Dniepropetrowsk. Na początku 1964 przeniósł się do Winnicy, gdzie kierował Łokomotywem Winnica. W lipcu 1964 roku powrócił do Odessy, gdzie pracował z przerwami 14 lat w sztabie szkoleniowym Czornomorca Odessa. W 1974 prowadził Łokomotyw Chersoń, a w 1983 pomagał trenować chersoński klub. Przez dłuższy czas pracował jako wicedyrektor SDJuSzOR Czornomoreć Odessa. Wielu jego wychowanków grało, i nadal gra, w zawodowych klubach piłkarskich. Od 1992 r. mieszkał w Nowym Jorku, gdzie trenował młodych zawodników w drużynie piłkarskiej Czornomorec Nowy Jork.

## Sukcesy i odznaczenia

### Sukcesy klubowe
- mistrz Ukraińskiej SRR: 1949

### Odznaczenia
- tytuł Mistrza Sportu ZSRR: 1980
- tytuł Zasłużonego Trenera Ukraińskiej SRR: 1966